# 魚叉

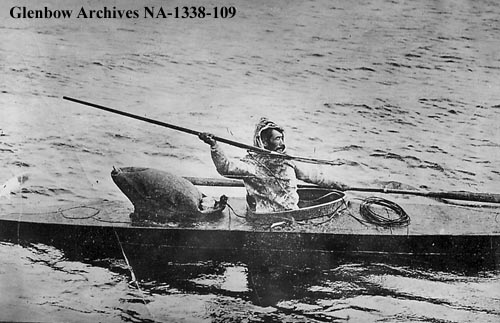
一名因紐特人手持魚叉搭坐於皮船上。1908年－1914年間，拍攝於哈德森灣。

魚叉（Harpoon）或銛（音“先”）是一种形似矛的漁具，常用於捕魚、捕鲸或捕杀其它海洋哺乳动物（比如海豹和海牛），由叉刺、叉柄等部分组成，作業時操縱叉柄，利用鋒利的叉尖刺杀捕撈對象。

## 歷史

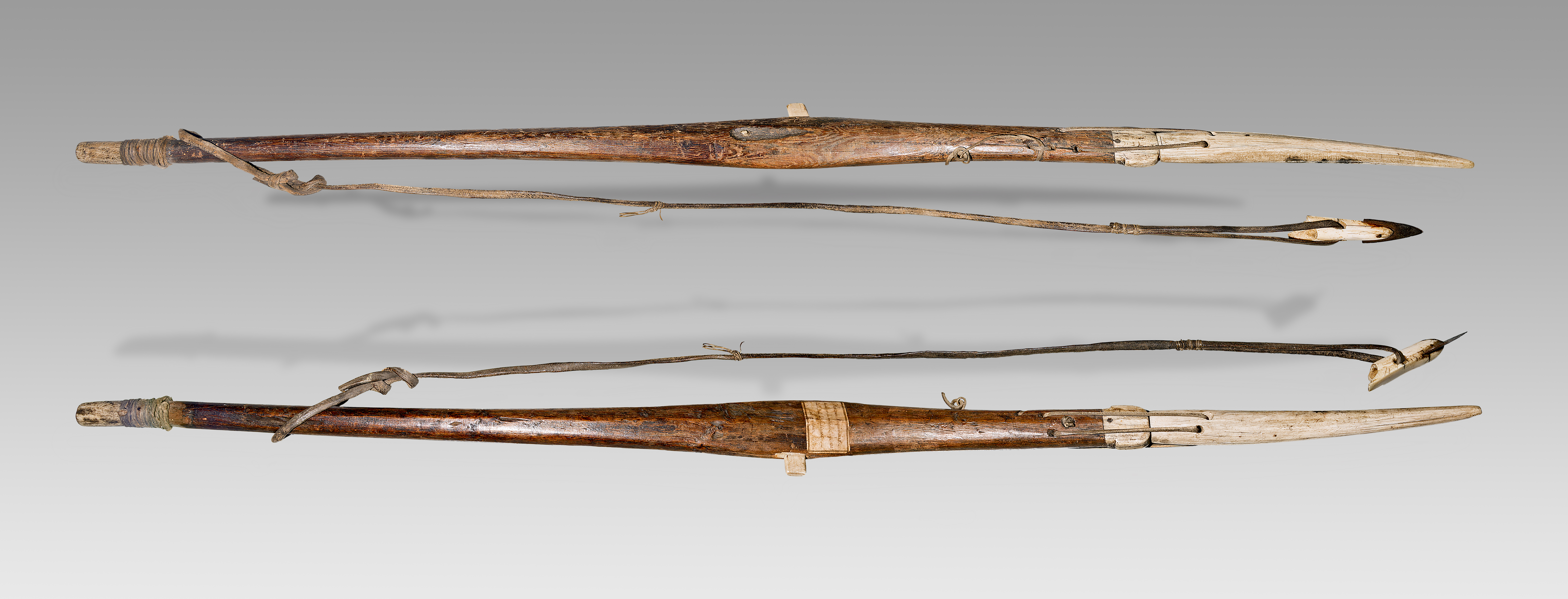
魚叉

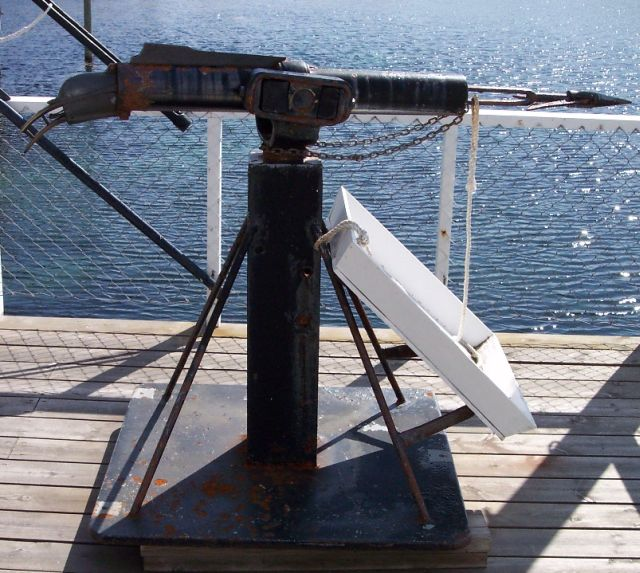
現代捕鯨魚叉

用魚叉捕魚最早見於舊石器時代，當時之魚叉較今簡便許多，僅為竹竿或木杆帶不尖銳之鈍刺而成形。位於法國南部最大商業港口馬賽附近的科斯奎洞穴（Cosquer Cave）於1985年被一名潛水夫意外發現，並在1991年出土了第一件壁畫。其中包含許多象徵魚叉之圖畫，年代超過16,000年之久。
在一些古老文獻中，可發現魚叉之影子，然皆不詳盡。其中於《聖經·約伯記》中，在耶和華與約伯的論辯中，即曾透露出那時已有用魚叉捕魚之習慣。古希臘史學家波利比奧斯亦於其著作《歷史》（Ἱστορίαι）中記載著古代漁民，藉由魚叉尋找、捕殺箭魚之現象，當時之魚叉形式已然進步許多，其頭帶尖刺且可替換。
早期印度的獵人、安達曼-尼科巴群島之原住民亦存著，將長繩繫於魚叉之上，以投擲方式刺殺魚群，藉以捕抓之方式。

## 現代發展
現今，捕鯨業將古代之魚叉加大連結厚重之長繩，並融合於加農砲技術，使其威力更為增強，獵殺鯨魚相對容易許多，此舉亦相對照成許多鯨魚如露脊鯨、藍鯨、長鬚鯨與大翅鯨之數量大幅減少，近年來澳大利亞、巴西等國政府也因此介入反對捕鯨。

## 外部連結
- Whalecraft: Harpoons